# Stairway Peak
Stairway Peak är en bergstopp i Kanada.   Den ligger på gränsen mellan British Columbia och Alberta, i den västra delen av landet, 3 100 km väster om huvudstaden Ottawa. Toppen på Stairway Peak är 3 006 meter över havet.
Terrängen runt Stairway Peak är huvudsakligen bergig.Trakten runt Stairway Peak är nära nog obefolkad, med mindre än två invånare per kvadratkilometer.. Det finns inga samhällen i närheten. 
Trakten runt Stairway Peak består i huvudsak av gräsmarker.